# Acromantis oligoneura
Acromantis oligoneura es una especie de mantis de la familia Hymenopodidae.

## Distribución geográfica
Se encuentra en Bali, Java, Sulawesi, Sumatra y la  India.